# Komen Eten
Komen Eten is een culinair programma op de Vlaamse commerciële televisiezender Play4 (tot januari 2021 VIER, eerder ook VT4). Aanvankelijk was dit met een voice-over van Peter Van Asbroeck. In september 2012 werd Peter vervangen door Iwein Segers, die eerst ook reporter was. In 2015 werd Herman Verbruggen voorgesteld als de nieuwe commentator. Deze werd daarop in 2017 opgevolgd door Ivan Pecnik. Het programma is gebaseerd op  het Britse format Come Dine with Me van ITV.
Het gewijzigde formaat in 2012 op VIER met Iwein Segers sloeg niet aan en haalde slechts lage kijkcijfers. In januari 2013 verdween Segers uit beeld. Hij verzorgde vanaf dan enkel de commentaar. Sindsdien stegen de kijkcijfers van Komen Eten opnieuw naar hetzelfde aantal kijkers als wanneer het op VT4 werd uitgezonden. Het programma haalt een gemiddelde van 325.000 kijkers en een marktaandeel van 15,4% VVA 18-54.
Op donderdag 13 maart 2014 haalde Komen Eten een record (tijdens een gewone week) sinds de vernieuwing: 427.262 mensen keken toen naar het programma. Hiermee werd het record van donderdag 15 november 2013 (404.000 kijkers) verbroken. De VT4-versie haalde wel echter ooit een record van meer dan 500.000 kijkers. Op donderdag 5 december 2013 haalde Komen Eten wel 516.961 kijkers. Dat was tijdens een special-week waarin bekende schlagerzangers kookten voor elkaar.
In het voorjaar van 2016 werd het uitzenduur van Komen Eten aangepast van 20.10 naar 19.45 uur. Sindsdien haalt het programma gemiddeld 244.280 kijkers en 13,1% op de doelgroep 18-54. In vergelijking met dat tijdstip vorige jaren is dat een stijging van 5%.
In het najaar 2024 keerde het programma terug na 3 jaar afwezigheid. Peter Van Asbroeck nam de rol van voice-over weer over. Deze editie stond in teken van tv-gezichten van programma's van Play4.

## Varianten
De Nederlandse variant van het programma heet Smaken Verschillen en werd uitgezonden op Net5. In 2011 werd het programma uitgezonden door SBS6, ook onder de naam Komen Eten. Er bestaat ook een Duitse versie van het programma.
Elke week zijn er vier nieuwe deelnemers, die het gedurende vier dagen tegen elkaar moeten opnemen. Zo is er elke dag een van de vier gastheer en moeten de andere kandidaten de gastheer punten geven op de "sfeer en gezelligheid" en het eten zelf.

## Vernieuwing
Op 6 februari 2017 kreeg het programma een nieuwe look en een nieuwe generiek.

## Editie 2024
| Week | Afl. | Uitzenddatum      | Tv-programma               | Kijkcijfers | BV                 |
| ---- | ---- | ----------------- | -------------------------- | ----------- | ------------------ |
| 1    | 1    | 2 september 2024  | De Slimste Mens ter Wereld | 197.297     | Erik Van Looy      |
| 1    | 2    | 3 september 2024  | De Slimste Mens ter Wereld | 249.319     | Ella Leyers        |
| 1    | 3    | 4 september 2024  | De Slimste Mens ter Wereld | 283.656     | William Boeva      |
| 1    | 4    | 5 september 2024  | De Slimste Mens ter Wereld | 317.744     | James Cooke        |
| 2    | 1    | 9 september 2024  | MasterChef                 | 145.650     | Linde Merckpoel    |
| 2    | 2    | 10 september 2024 | MasterChef                 | 150.076     | Daan Alferink      |
| 2    | 3    | 11 september 2024 | MasterChef                 | 161.145     | Hakim Chatar       |
| 2    | 4    | 12 september 2024 | MasterChef                 | 145.646     | Titus De Voogdt    |
| 3    | 1    | 16 september 2024 | De Verhulstjes             | 209.029     | Gert Verhulst      |
| 3    | 2    | 17 september 2024 | De Verhulstjes             | 191.378     | Ellen Callebout    |
| 3    | 3    | 18 september 2024 | De Verhulstjes             | 226.437     | Marie Verhulst     |
| 3    | 4    | 19 september 2024 | De Verhulstjes             | 237.219     | Viktor Verhulst    |
| 4    | 1    | 23 september 2024 | Bake Off Vlaanderen        | 198.428     | Herman Van Dender  |
| 4    | 2    | 24 september 2024 | Bake Off Vlaanderen        | 187.110     | Wim Opbrouck       |
| 4    | 3    | 25 september 2024 | Bake Off Vlaanderen        | 198.901     | Dominique Persoone |
| 4    | 4    | 26 september 2024 | Bake Off Vlaanderen        | 198.901     | Regula Ysewijn     |

## Presentatie (stem)
| Coaches            | 2009 | 2010 | 2011 | 2012 | 2013 | 2014 | 2015 | 2016 | 2017 | 2018 | 2019 | 2020 | 2021 | 2022                     | 2023                     | 2024 |
| ------------------ | ---- | ---- | ---- | ---- | ---- | ---- | ---- | ---- | ---- | ---- | ---- | ---- | ---- | ------------------------ | ------------------------ | ---- |
| Peter Van Asbroeck |      |      |      |      |      |      |      |      |      |      |      |      |      | geen nieuwe afleveringen | geen nieuwe afleveringen |      |
| Iwein Segers       |      |      |      |      |      |      |      |      |      |      |      |      |      | geen nieuwe afleveringen | geen nieuwe afleveringen |      |
| Herman Verbruggen  |      |      |      |      |      |      |      |      |      |      |      |      |      | geen nieuwe afleveringen | geen nieuwe afleveringen |      |
| Ivan Pecnik        |      |      |      |      |      |      |      |      |      |      |      |      |      | geen nieuwe afleveringen | geen nieuwe afleveringen |      |

## Trivia
- Televisiepersoonlijkheid Lesley-Ann Poppe werd bekend door haar optreden in Komen Eten.